# Tha Dogg Pound Gangsta LP
Albums de Daz Dillinger
I Got Love in These Stretz
(2004) Gangsta Crunk
(2005)
Tha Dogg Pound Gangsta LP est le sixième album studio de Daz Dillinger, sorti le 25 janvier 2005.
L'album s'est classé 28e au Top Independent Albums et 82e au Top R&B/Hip-Hop Albums.

## Liste des titres
| No  | Titre                                                       | Contient un (des) sample(s) de                      | Durée |
| --- | ----------------------------------------------------------- | --------------------------------------------------- | ----- |
| 1.  | That's the Way We Ride (featuring Shorty B et DJ Easy Dicc) |                                                     | 5:02  |
| 2.  | Do You Think About (featuring Shelly)                       | Be Alright de Zapp                                  | 3:54  |
| 3.  | Everybody Givin' It Up (featuring Shelly)                   |                                                     | 4:12  |
| 4.  | 'N Tha Yard (Interlude)                                     |                                                     | 1:18  |
| 5.  | Nothin' Can Stop Us Now (featuring George Clinton)          | (Not Just) Knee Deep de Funkadelic                  | 4:53  |
| 6.  | Do U Know                                                   | Human Nature de Michael Jackson                     | 4:32  |
| 7.  | The Funeral (Skit)                                          |                                                     | 0:56  |
| 8.  | Fucc Dreamin' tha Same Dream (featuring Andrea Gray)        |                                                     | 4:15  |
| 9.  | My Mama Said                                                |                                                     | 4:18  |
| 10. | My Ambitionz Az a Ridah 2005                                |                                                     | 4:16  |
| 11. | Hey, How Ya' Doin'                                          |                                                     | 4:33  |
| 12. | Come Close (featuring Nate Dogg)                            |                                                     | 4:07  |
| 13. | Rocc Wit Daz                                                | Rock Me Tonight de Freddie Jackson Happy de Surface | 4:11  |
| 14. | Bomb Azz Pussy 2005                                         |                                                     | 4:22  |
| 15. | Nigga Gotta Hustle It Up                                    | Yearning for Your Love du Gap Band                  | 4:49  |
| 16. | Gittin' Buccwild                                            |                                                     | 4:23  |
| 17. | Git a Dose of Dis Hot Ish                                   |                                                     | 3:49  |
| 18. | Tha Dogg Pound Gangsta                                      | More Bounce to the Ounce de Zapp                    | 4:15  |
| 19. | Fuck tha Police 2005                                        |                                                     | 2:01  |